# If I Had a Hammer (lied)
If I had a hammer (The Hammer Song) is een politiek progressief lied dat in 1949 geschreven werd door Pete Seeger en Lee Hays ter ondersteuning van de Amerikaanse Progressive Party. De auteurs maakten de eerste opname met hun groep The Weavers, waarin verder Ronnie Gilbert en Fred Hellerman zaten, die in 1950 op single uitkwam. De uitvoering door Peter, Paul and Mary haalde een tiende plaats in de Amerikaanse hitlijst in 1962. 
Het jaar daarop bereikte de versie van Trini Lopez een derde plaats in de Verenigde Staten en de eerste plaats in de hitlijsten in vijfentwintig landen, waaronder de Nederlandse Tijd Voor Teenagers Top 10. Het nummer stond op zijn debuutalbum "Trini Lopez Live at PJ's", dat verscheen op Reprise Records, het platenlabel van Frank Sinatra. Het lied werd veel gezongen in progressieve kringen en in de Amerikaanse beweging tegen de Vietnamoorlog.
Het lied werd ook vertaald en gezongen door Claude François, die een ep uitbracht. 

## Hitnotering van Trini Lopez
| Titel                      | Titel                 | Titel    | Titel | Titel | Titel | Titel | Titel | Titel | Titel | Titel | Titel |
| Hitlijst                   | Datum van binnenkomst | Week:    | 1     | 2     | 3     | 4     | 5     | 6     | 7     | 8     |       |
| -------------------------- | --------------------- | -------- | ----- | ----- | ----- | ----- | ----- | ----- | ----- | ----- | ----- |
| Tijd Voor Teenagers Top 10 | 30-11-1963            | Positie: | 1     | 1     | 1     | 1     | 1     | 2     | 5     | 3     | uit   |

### NPO Radio 2 Top 2000
| Nummer met noteringen in de NPO Radio 2 Top 2000 | '99  | '00 | '01  | '02  | '03  | '04  | '05  | '06  | '07  | '08  |
| ------------------------------------------------ | ---- | --- | ---- | ---- | ---- | ---- | ---- | ---- | ---- | ---- |
| If I Had a Hammer                                | 1012 | -   | 1795 | 1861 | 1341 | 1614 | 1721 | 1816 | 1815 | 1696 |

1. ↑  Een '-' betekent dat het nummer niet was genoteerd en een vetgedrukt getal geeft de hoogste notering aan.
2. ↑  Deze tabel is bijgewerkt tot en met de laatste editie (2024).

## Trivia
- Aan het einde van de aflevering Kamperen van de Tsjechische serie Buurman en Buurman speelt Pat (de gele buurman) dit liedje op zijn gitaar.